# Tirpitz-terv

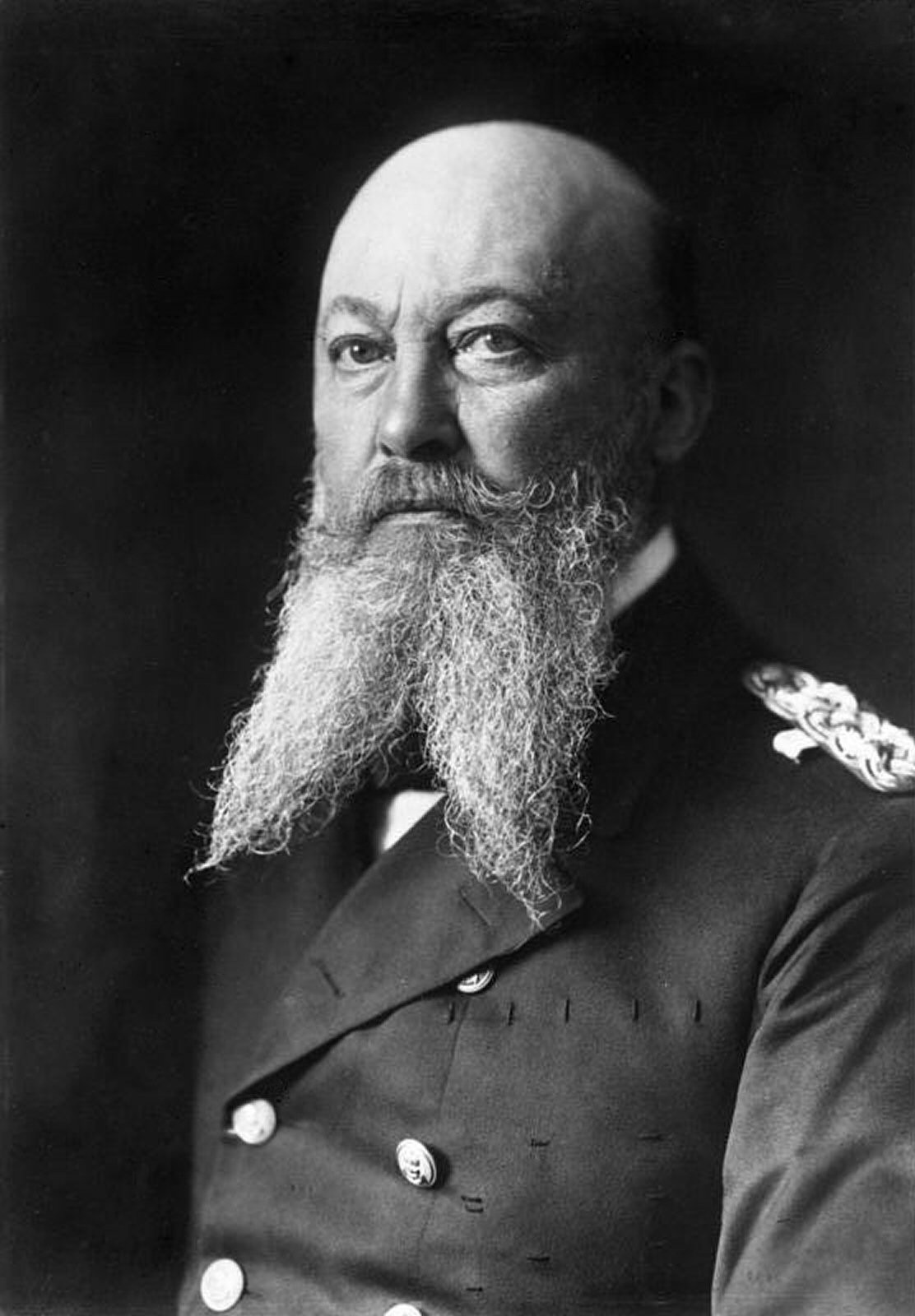
Alfred von Tirpitz tengernagy

A Tirpitz-terv volt a császári Németország azon flottafejlesztési programja az első világháborút megelőző másfél évtizedben, melyet Alfred von Tirpitz tengernagy ösztönzött és melynek célja az volt, hogy az ország a haditengerészetének ereje által a világ legerősebb hatalmai közé emelkedjen. A Tirpitz-terv elnevezést a német belpolitikai viták során használták a német flottatörvényekre, melyeket 1898-ban, 1900-ban, 1908-ban és 1912-ben fogadott el a törvényhozás. A fejlesztések révén Németországé lett a második legnagyobb hadiflotta a világon, mintegy 40%-kal elmaradva a brit flottától. A világháború kitöréséig a Német Császári Haditengerészet 17 modern (dreadnought-mintájú) csatahajóval, 5 csatacirkálóval, 25 cirkálóval, 20 régi (pre-dreadnought) csatahajóval és több, mint 40 tengeralattjáróval rendelkezett. Annak ellenére, hogy a német program részben lényegében kivitelezhetetlen célokat is tartalmazott, a flottafejlesztést a britek fenyegetésként értékelték és ennek hatására maguk is költséges flottabővítésbe kezdtek. Ez a rivalizálás közelebb hozta egymáshoz Nagy-Britanniát Franciaországhoz.
Tirpitz elgondolása a rizikóelmélet (Risikogedanke) volt, ami szerint ha a Császári Haditengerészet elért volna egy bizonyos erőt a brit haditengerészethez viszonyítva, akkor a britek már arra törekedtek volna, hogy elkerüljék a konfrontációt Németországgal. Ez megfelelt a fleet-in-being-teória elképzeléseinek. A német kalkulációk szerint amennyiben a két haditengerészet összecsapott volna egymással, akkor a németek elegendő nagyságú károkat okozhattak a briteknek ahhoz, hogy az veszélyeztethesse uralmukat a világtengerek felett. Mivel a briteknek szükségük volt a haditengerészetükre a Brit Birodalom részei feletti ellenőrzés fenntartásához, ezért Tirpitz úgy vélte, hogy a haditengerészeti fölényük megtartása mellett fognak dönteni, ezzel pedig lehetővé fog válni Németország számára, hogy világhatalommá legyen, mintsem azt választanák, hogy Németországot meggyengítsék. Ez fegyverkezési versenyhez vezetett Nagy-Britannia és Németország között a 20. század első évtizedében.
Ez a teória azon a feltételezésen alapult, hogy egy esetleges háború esetén Nagy-Britanniának a Német-öbölbe kell küldenie a flottáját a német kikötők blokád alá vételéhez, ahol pedig a német flotta harcra kényszerítheti. A tengeri blokád lehetett az egyetlen mód a britek számára, hogy komoly kárt tudjanak okozni Németországnak, ezt pedig a nemzetközi törvényeknek megfelelően csak az ellenséges kikötők közeli blokádjával tehették volna meg. Németország földrajzi helyzetét kihasználva Nagy-Britannia – a nemzetközi törvények megsértésével – távoli blokádot is felállíthatott az Északi-tenger lezárásával délen a La Manche-nál, északon pedig Skócia és Norvégia közötti vizeken. Ezt a lehetőséget egy német tengernagy az alábbi szavakkal kommentálta: „Amennyiben a britek ezt megteszik, úgy a mi haditengerészetünk szerepe szomorú lesz.” Ezzel helyesen mérte fel a német felszíni flotta első világháborúban játszott szerepét.
Politikai és stratégiai tekintetben Tirpitz rizikóteóriája bebiztosította a saját kudarcát. A természetéből fakadóan olyan intézkedésekre kényszerítette Nagy-Britanniát, amik korábban elképzelhetetlenek lettek volna. Nagy-Britannia ezután Németországgal szemben igyekezett koncentrálni a flottáját és ez más hatalmakkal való olyan megegyezések megkötésére sarkallta, melyek lehetővé tette számára a haditengerészeti erői nagy részének a honi vizekre való átcsoportosítását. A sorban az első ilyen egyezmény az angol-japán szerződés volt 1902-ben, ami lehetővé tette a britek kínai hajórajához (China Squadron) tartozó csatahajók átirányítását az európai vizekre. A nagyrészt brit hajógyárakban készült hajókból álló japán flotta ezt követően pusztította el az orosz flotta nagy részét az 1904-1906 között vívott háború során, kiiktatva ezzel Oroszországot, mint tényleges tengeri ellenfelet Nagy-Britannia számára. A Brit Földközi-tengeri Flotta (Mediterranean Fleet) állományának csökkentése érdekét is szolgálta a Franciaországgal megkötött Entente Cordiale. Mivel a német flottafejlesztés Nagy-Britanniát a legősibb ellenségével, Franciaországgal való szövetségkötésre késztette, Tirpitz felhagyott a saját programjával. Nagy-Britannia számára Franciaország már nem jelentett veszélyt és az orosz flotta pusztulása után Oroszország sem volt már veszélyes számára. Néhány év alatt Németországnak a brit haditengerészet csaknem egészével kellett szembenéznie az Északi-tengeren. Tirpitz rizikóelmélete így hozzájárult ahhoz, hogy egy jövőbeni európai konfliktus során Nagy-Britannia jóval nagyobb valószínűséggel Németország ellenségeinek oldalán lépjen fel.

## További olvasmányok
- Berghahn, Volker R.. Der Tirpitz-Plan: Genesis und Verfall einer innenpolitischen Krisenstrategie unter Wilhelm II (német nyelven). Droste Verlag (1971. március 24.)
- Brezet, Francois Emmanuel. Le plan Tirpitz 1897-1914 : une flotte de combat allemande contre l'Angleterre (francia nyelven). Librairie de l'Inde (1998. március 24.)
- Epkenhans, Michael. Tirpitz: Architect of the German High Seas Fleet (2008)
- Hobson, Rolf. Imperialism at Sea: Naval Strategic Thought, the Ideology of Sea Power, and the Tirpitz Plan, 1875-1914, Studies in Central European Histories. Brill Academic Pub (2002. március 24.)
- Kelly, Patrick J. Tirpitz and the Imperial German Navy (2011)
- Kennedy, Paul. The Rise and Fall of British Naval Mastery (1983). pp 205–38.
- Olivier, David H.. German Naval Strategy, 1856-1888: Forerunners of Tirpitz, Cass Series: Naval Policy and History. Routledge (2004. március 24.)
- Seligmann, Matthew S.. The Royal Navy and the German Threat 1901-1914: Admiralty Plans to Protect British Trade in a War Against Germany, Studies in Central European Histories. Oxford University Press (2012. március 24.)

## Fordítás
- Ez a szócikk részben vagy egészben  a   Tirpitz Plan című angol Wikipédia-szócikk ezen változatának fordításán alapul.  Az eredeti cikk szerkesztőit annak laptörténete sorolja fel. Ez a jelzés csupán a megfogalmazás eredetét és a szerzői jogokat jelzi, nem szolgál a cikkben szereplő információk forrásmegjelöléseként.